# Velikanova pot
Velikanova pot, Velikanova cesta, Velikanov prehod ali Velikanove stopinje (angleško Giant's Causeway, irsko Clochán an Aifir ali Clochán na bhFomhórach) je predel obale Severnega preliva na Severnem Irskem, ki ga sestavlja približno 40.000 zloženih bazaltnih stebrov, večinoma šestkotnih oblik, ki so ostanek ognjeniške aktivnosti pred več deset milijoni let. Zaradi vpadljive strukture obale je območje postalo del starih legend, ki so dale obali ime, danes pa je največja turistična znamenitost Severne Irske, ki jo letno obišče več kot pol milijona ljudi.
Območje je bilo leta 1986 razglašeno za Unescov spomenik svetovne naravne dediščine, leto kasneje pa ga je Ministrstvo za okolje za Severno Irsko razglasilo za narodni naravni rezervat. Upravlja ga National Trust for Places of Historic Interest or Natural Beauty, ki je lastnik velike večine ozemlja, le okoli 5 % imajo v lasti okoliški posestniki, predel obale med morsko črto ob plimi in oseki ter tudi morsko dno pa je v lasti krone, kamor se nadaljujejo stebri.  Upravljavec zaradi ohranjanja načrtno spodbuja uporabo javnega prevoza za dostop do znamenitosti, zato velja za zgled trajnostne mobilnosti.

## Geologija
Pred približno 50 do 60 milijoni leti je bil v obdobju paleocena Antrim izpostavljen intenzivni vulkanski dejavnosti, ko je močno tekoči staljeni bazalt prodiral skozi kredne sloje in oblikoval obsežen plato lave. Ko se je lava ohladila, je prišlo do krčenja. Horizontalno krčenje se je zlomilo na podoben način kot posušeno blato z razpokami, ki se širijo navzdol po ohlajeni masi tako, da nastanejo stebrom podobne strukture, ki so horizontalno razporejene v "piškote". V mnogih primerih je horizontalno pokanje vplivalo na spodnjo konveksno plast, medtem ko je zgornji del spodnje plasti konkaven, zato povzroči tako imenovani "kroglični" zglob. Velikost stebrov je predvsem odvisna od hitrosti, pri kateri se lava iz vulkanskega izbruha ohladi.  Obsežna mreža zlomov je ustvarila značilne stebre, kot jih vidimo danes. Bazalt je bil ob nastanku del velikega vulkanskega platoja, imenovanega plato Thulean ali Severnoatlanska magmatska provinca, ki se je oblikovala v paleocenu. 

## Legenda
Po legendi so stebri ostanki poti, ki jo je zgradil velikan. Zgodba govori, da je irskega velikana Fionna mac Cumhailla (Finn MacCool) iz Finijskega cikla o gelski mitologiji izzval na boj škotski velikan Benandonner. Fionn je sprejel izziv in zgradil pot čez Severni preliv tako, da sta se velikana lahko srečala. V eni različici zgodbe Fionn premaga Benandonnerja.  V drugi se Fionn skriva pred njim, ko spozna, da je veliko večji. Fionnova žena Oonagh ga obleče kot otroka in ga da v zibelko. Ko Benandonner vidi otroka, je prepričan, da je njegov oče Fionn velikan med velikani. Prestrašen zbeži nazaj na Škotsko, za sabo uniči pot, tako da ga Fionn ne bi mogel preganjati . V Fingalovi jami na škotskem otoku Staffa so enaki bazaltni stebri (del istega lavnega toka), zato je mogoče, da je tudi to vplivalo na zgodbo.
V celotni irski mitologiji Fionn mac Cumhaill ni velikan, temveč junak z nadnaravnimi sposobnostmi. V pripovedih Fairy and Folk Tales of the Irish Peasantry (1888) je zapisano, da so sčasoma »poganski bogovi Irske [...] v ljudski domišljiji postajali vse manjši in manjši, dokler se niso spremenili v vile; poganski junaki pa vse večji in večji, dokler se niso spremenili v velikane« . O poti niso ohranjene predkrščanske zgodbe, vendar je bila morda prvotno povezana s Fomorijanci (Fomhóraigh) − polbožanstvi ; irsko Clochán na bhFomhóraigh ali Clochán na bhFomhórach pomeni 'kamnite stopinje Fomorijancev'. To so polbožanska rasa nadnaravnih bitij v irski mitologiji, ki so jih včasih opisovali kot velikane in so bil morda prvotno del predkrščanskega panteona. 

## Turizem
Pot je odkril škof iz Derryja, ki je obiskal ta kraj leta 1692. Najdišče je bilo širšemu svetu predstavljeno naslednje leto s prispevkom sira Richarda Bulkeleyja, člana Kolidža svete Trojice v Dublinu, Kraljevi družbi. Mednarodno pozornost je dobila leta 1739 z akvarelnimi slikami dublinske umetnice Susanne Drury. Leta 1740 je dobila prvo nagrado, ki jo je podelila Kraljeva dublinska družba, leta 1743 pa so bile slike izdelane kot gravure . Leta 1765 se je v 12. zvezku francoske Encyclopédie pojavil opis poti, razviden iz Druryjinih gravur; gravura Pogled z vzhoda se je pojavila leta 1768, ko je bila objavljena v francoski enciklopediji. V napisu na plošči je francoski geolog Nicolas Desmarest prvič v tisku zapisal, da so take strukture vulkanskega izvora.
Najdišče je prvič postalo priljubljeno pri turistih v 19. stoletju, še posebej po odprtju tramvaja Giant's Causeway Tramway in šele potem, ko jo je National Trust prevzel v svojo oskrbo v šestdesetih letih 20. stoletja in so bili odstranjeni nekateri komercialni dodatki. Obiskovalci lahko hodijo po bazaltnih stebrih, ki so na robu morja v dolžini pol kilometra od vhoda.

### Središče za obiskovalce
Med letoma 2000 in 2012 še ni bilo središča za obiskovalce, saj je prejšnja stavba, zgrajena leta 1986, leta 2000 pogorela . Javni denar je bil namenjen za gradnjo novega centra in po arhitekturnem natečaju je bil sprejet predlog, ki ga je zasnoval dublinski arhitekturni biro Heneghan Peng, in naj bi bil vkopan, da bi zmanjšal vpliv na pokrajino. Predlog je zastal zaradi nesoglasja glede financiranja zasebnega kapitala. Na koncu je okrožni svet Moyla dal zemljo, na kateri je stalo prejšnje središče za obiskovalce, National Trustu.
Novo središče za obiskovalce sta uradno odprla prvi minister Peter Robinson in namestnik Martin McGuinness julija 2012  s financiranjem National Trusta, Turistične skupnosti Severne Irske, Loterijskega sklad za ohranjanje dediščine in javnih prispevkov.
Razprava o vsebini nekaterih razstavnih predmetov v središču za obiskovalce, ki se nanašajo na razvoj Zemlje, je bila burna. Sklad je izdelal pregled in sklenil, da je treba prikaz spremeniti, da bi lahko znanstveno razložili izvor bazaltnih stebrov. Izvirna pojasnila so omenjena in predstavljena kot tradicionalno prepričanje nekaterih verskih skupnosti, ne pa konkurenčna razlaga vzrokov nastanka. 

## Značilnosti
Nekatere strukture na tem območju, ki so bile izpostavljene vremenskim vplivom več milijonov let, spominjajo na predmete, kot so orgle in velikanov čevelj. Druge značilnosti so številni rdečkasti nizki stebri, znani kot velikanove oči, ki jih ustvarja premikanje bazaltnih balvanov, pastirjeve stopinje, satje, velikanova harfa, dimniki, velikanova vrata in kamelja grba.
- Velikanovi čevlji
- Bazaltni stebri
- Dimniki

## Rastlinstvo in živalstvo
Območje je zatočišče za morske ptice, kot so ledni viharnik (Fulmarus glacialis), cevonosci, kormoran, vranjek, martinec (Tringa totanus), lumne in mala njorka (Alca torda), medtem ko so stare kamnine gostiteljice številnih rastlin, tudi sršaj (Asplenium marinum), detelja (Trifolium arvense), morska čebulica Scilla verna, bilnica (Festuca) in zeleni volčji jezik (Coeloglossum).
Kolonija stromatolitov naj bi bila najdena na Velikanovi poti oktobra 2011 − nenavadno odkritje, saj so stromatoliti pogosteje najdeni v toplejših vodah z višjo vsebnostjo soli, kot je tista na poti. 

## Podobne strukture
Čeprav so bazaltni stebri veličastni, pa niso edinstveni. Bazaltni stebri so navadna vulkanska značilnost in se pojavljajo na mnogih območjih na vseh celinah, odkrili so jih tudi na Marsu (Marte Vallis).